# Алямкин, Василий Григорьевич
Василий Григорьевич Алямкин (род. 20 марта 1981, Москва) — российский самбист и дзюдоист, призёр чемпионата России, чемпион Европы по самбо, серебряный призёр Кубка России по самбо, дважды чемпион МВД, чемпион мира среди полицейских и пожарных по дзюдо, мастер спорта России международного класса, Заслуженный тренер России.
Выпускник Российского государственного университета физической культуры, спорта, молодёжи и туризма. С 1999 года — тренер клуба «Самбо-70».

## Спортивные результаты
- Чемпионат России по самбо 2005 года — .

## Известные воспитанники
- Клецков, Дмитрий Валерьевич (1986) — самбист и дзюдоист, призёр чемпионата России по дзюдо, 3-кратный призёр этапов Кубка мира по самбо (2011, 2012, 2014), обладатель Кубка мира по самбо 2013 года. Мастер спорта России международного класса по самбо и дзюдо.
- Хертек, Саян Калдар-оолович (1987) — самбист и дзюдоист, чемпион и призёр чемпионатов России по самбо, призёр чемпионатов России по дзюдо, призёр чемпионатов Европы и мира по самбо, обладатель Кубка мира по самбо, мастер спорта России.